# Above & Beyond
Above & Beyond er en britisk trancegruppe dannet i 2000 af Jono Grant, Tony McGuinness og Paavo Siljamäki. Gruppen producerede tidligere i subgenrene Uplifting trance, men beskæftiger sig nu mere med Progressive og Deep som de udgiver på deres to pladeselskaber Anjunabeats og Anjunadeep. I 2009 blev gruppen placeret på deres hidtidige højeste placering, som nummer 4 i det engelske musikmagasin DJ Magazine's liste over de 100 bedste DJ's i verden.
Gruppen startede i 2004 et radioshow med navnet "Trance Around The World". Trance Around The World blev udgivet ugentligt indtil 2012 hvor showet nåede 450 episoder. Episode nummer 450 var en jubilæums koncert i Bangalore, der samtidig markerede starten på et nyt radioshow kaldet "Group Therapy with Above & Beyond".

## Udgivelser
Above & Beyond udgav deres første album "Tri-State" i marts 2006 sammen med singlen "Alone Tonight".

### Albums
- 2006 "Tri-State"
- 2008 "Sirens of the Sea" (under aliaset: OceanLab)
- 2009 "Sirens of the Sea Remixed" (under aliaset: OceanLab)
- 2011 "Group Therapy"
- 2014 "Acoustic"
- 2015 "We Are All We Need"
- 2016 "Acoustic II" [3]
- 2018 "Common Ground"

### Singler
- 2001 "Clear Blue Water" (under aliaset: OceanLab) (feat. Justine Suissa)
- 2002 "Sky Falls Down" (under aliaset: OceanLab) (feat. Justine Suissa)
- 2002 "Far From In Love" (feat. Kate Cameron)
- 2003 "Beautiful Together" (under aliaset: OceanLab) (feat. Justine Suissa)
- 2004 "No One On Earth" (feat. Zoë Johnston)
- 2004 "Satellite" (under aliaset: OceanLab) (feat. Justine Suissa)
- 2005 "Air For Life" (with Andy Moor)
- 2006 "Alone Tonight" (feat. Richard Bedford)
- 2006 "Can't Sleep" (feat. Ashley Tomberlin)
- 2007 "Good For Me" (feat. Zoë Johnston)
- 2007 "Home" (feat. Hannah Thomas)
- 2008 "Sirens Of The Sea" (under aliaset: OceanLab)
- 2008 "Miracle" (under aliaset: OceanLab)
- 2008 "Breaking Ties" (under aliaset: OceanLab)
- 2009 "On A Good Day" (under aliaset: OceanLab)
- 2009 "Lonely Girl" (under aliaset: OceanLab)
- 2009 "Anjunabeach"
- 2011 "Sun & Moon" (feat. Richard Bedford)
- 2011 "Sea Lo Que Será"  (feat. Miguel Bosé)
- 2011 "Thing Called Love" (feat. Richard Bedford)
- 2011 "Sun & Moon" (feat. Richard Bedford)
- 2011 "You Got To Go" (feat. Zoë Johnston)
- 2011 "Every Little Beat" (feat. Richard Bedford)
- 2012 "Love Is Not Enough" (feat. Zoë Johnston)
- 2012 "On My Way To Heaven" (feat. Richard Bedford)
- 2012 "Alchemy" (feat. Zoë Johnston)
- 2013 "Walter White"
- 2014 "We Are All We Need" (feat. Zoë Johnston)
- 2014 "Blue Sky Action" (feat. Alex Vargas)
- 2014 "Sticky Fingers" (feat. Alex Vargas)
- 2015 "Peace Of Mind" (feat. Zoë Johnston)
- 2015 "All Over The World" (feat. Alex Vargas)
- 2015 "Counting Down The Days" (feat. Gemma Hayes)
- 2015 "Fly To New York" (feat. Zoë Johnston)

## Eksterne links
- http://www.aboveandbeyond.nu